# O Sabor do Leite Creme
O Sabor do Leite Creme (deutsch: Der Geschmack der Crème brûlée) ist ein Dokumentarfilm des japanischen Regisseurs Hiroatsu Suzuki und der portugiesischen Regisseurin Rosanna Torres aus dem Jahr 2012. Er wurde am 25. Oktober 2012 im Rahmen des Filmfestivals Doclisboa im Culturgest in Lissabon uraufgeführt.

## Handlung
Der Film begleitet die beiden Schwestern Cacilda und Fernanda, 96 und 98 Jahre alt, in ihrem Alltag zwischen Haus und Hof in einem kleinen Dorf nahe der Serra do Caramulo, einem Gebirgszug im Norden Portugals. In dem Film erzählen sie von ihren Erinnerungen an ihre Familie und die Zeit, in der sie an der Dorfschule unterrichteten.

## Rezeption
Der Film nahm 2012 am nationalen Wettbewerb des Filmfestivals Doclisboa teil.